# Большой Иван (озеро)
Большой Иван — озеро в Невельском районе на юге Псковской области.
Площадь озера — 15,4 км², площадь бассейна — 336 км². Максимальная глубина — 15,0 м (средняя — 4,2 м).
Озеро проточное. На востоке у деревни Урывково протокой-проливом (длиной 1 км) соединено с озером Малый Иван, вместе с которым составляют озеро Иван. На западе у деревни Заиванье протокой Каратайка (длиной 1,2 км) соединено с озером Каратай. На юго-западе протокой Гать соединено с озером Черствица. Через Малый Иван и реку Балаздынь соединяется с рекой Ловать.
Тип озера: лещово-судачий с ряпушкой. Другие массовые виды: щука, окунь, плотва, краснопёрка, язь, густера, пескарь, щиповка, верховка, уклея, линь, голец, сом, угорь, налим, вьюн, карась, карп; широкопалый рак.
По северо-западному берегу озера проходит ж.-д. линия Санкт-Петербург — Витебск.